# Communauté de communes d’Avène, Orb et Gravezon
Die Communauté de communes d'Avène, Orb et Gravezon ist ein ehemaliger französischer Gemeindeverband (Communauté de communes) im Département Hérault und der Region Languedoc-Roussillon. Er wurde am 14. Dezember 2001 gegründet. 

## Mitglieder
- Avène
- Brenas
- Ceilhes-et-Rocozels
- Dio-et-Valquières
- Joncels
- Lunas

## Quelle
- Le SPLAF - (Website zur Bevölkerung und Verwaltungsgrenzen in Frankreich (frz.))